# Plagiochila oblonga
Plagiochila oblonga là một loài rêu trong họ Plagiochilaceae. Loài này được Inoue mô tả khoa học đầu tiên.